# 亚洲饮食

亚洲的位置。

亚洲饮食包括中亚、东亚、北亚、南亚、东南亚和西亚等几个主要的区域性菜系。饮食体现了不同的烹饪方法和传统风格，通常与特定文化有关。亚洲是面积最大，人口最多的洲，孕育了多种文化，其中许多文化都有自己的特色美食。 亞洲作為面積最大、人口最多的大陸，孕育了多種文化，其中許多文化都有自己的特色美食。亞洲料理以其香料而聞名，亞洲人傳統上在正餐中使用不同種類的香料。